# Ghana i olympiska sommarspelen 2008
Ghana i olympiska sommarspelen 2008 bestod av 9 idrottare som blivit uttagna av Ghanas olympiska kommitté.

## Boxning
- Huvudartikel: Boxning vid olympiska sommarspelen 2008

| Tävlande              | Viktklass     | Sextondelsfinal                 | Åttondelsfinal         | Kvartsfinal          | Semifinal            | Final                |                  |
| Tävlande              | Viktklass     | Motståndare Resultat            | Motståndare Resultat   | Motståndare Resultat | Motståndare Resultat | Motståndare Resultat |                  |
| --------------------- | ------------- | ------------------------------- | ---------------------- | -------------------- | -------------------- | -------------------- | ---------------- |
| Manyo Plange          | Lätt flugvikt | Tanamor (PHI) W 6:3             | Carvalho (BRA) L 12:21 | Gick inte vidare     | Gick inte vidare     | Gick inte vidare     | Gick inte vidare |
| Issah Samir           | Bantamvikt    | Manzanilla Rangel (VEN) L 10:13 | Gick inte vidare       | Gick inte vidare     | Gick inte vidare     | Gick inte vidare     |                  |
| Prince Dzanie         | Fjädervikt    | Torriente (CUB) L 2-11          | Gick inte vidare       | Gick inte vidare     | Gick inte vidare     | Gick inte vidare     |                  |
| Samuel Kotey Neequaye | Weltervikt    | Saunders (GBR) L KO (1:24)      | Gick inte vidare       | Gick inte vidare     | Gick inte vidare     | Gick inte vidare     |                  |
| Ahmed Saraku          | Medelvikt     | Hakobyan (ARM) L 8:14           | Gick inte vidare       | Gick inte vidare     | Gick inte vidare     | Gick inte vidare     |                  |
| Bastir Samir          | Lätt tungvikt | Dauda (NGR) W RSC               | Silva (BRA) L 7:9      | Gick inte vidare     | Gick inte vidare     | Gick inte vidare     | Gick inte vidare |

## Friidrott
- Huvudartikel: Friidrott vid olympiska sommarspelen 2008

Förkortningar
- Noteringar – Placeringarna avser endast löparens eget heat
- Q = Kvalificerad till nästa omgång
- q = Kvalificerade sig till nästa omgång som den snabbaste idrottaren eller, i fältgrenarna, via placering utan att uppnå kvalgränsen.
- NR = Nationellt rekord
- N/A = Omgången ingick inte i grenen
- Bye = Idrottaren behövde inte delta i denna omgång

Herrar
Bana och landsväg
| Idrottare   | Gren  | Heat     | Heat      | Kvartsfinal      | Kvartsfinal      | Semifinal        | Semifinal        | Final            | Final            |
| Idrottare   | Gren  | Resultat | Placering | Resultat         | Placering        | Resultat         | Placering        | Resultat         | Placering        |
| ----------- | ----- | -------- | --------- | ---------------- | ---------------- | ---------------- | ---------------- | ---------------- | ---------------- |
| Seth Amoo   | 200 m | 20.91    | 4         | Gick inte vidare | Gick inte vidare | Gick inte vidare | Gick inte vidare | Gick inte vidare | Gick inte vidare |
| Aziz Zakari | 100 m | 10.34    | 4 q       | 10.24            | 5                | Gick inte vidare | Gick inte vidare | Gick inte vidare | Gick inte vidare |

Damer
Bana & landsväg
| Idrottare | Gren  | Heat     | Heat      | Kvartsfinal      | Kvartsfinal      | Semifinal        | Semifinal        | Final            | Final            |
| Idrottare | Gren  | Resultat | Placering | Resultat         | Placering        | Resultat         | Placering        | Resultat         | Placering        |
| --------- | ----- | -------- | --------- | ---------------- | ---------------- | ---------------- | ---------------- | ---------------- | ---------------- |
| Vida Anim | 100 m | 11.47    | 2 Q       | 11.32            | 3 Q              | 11.51            | 8                | Gick inte vidare | Gick inte vidare |
| Vida Anim | 200 m | DNS      | DNS       | Gick inte vidare | Gick inte vidare | Gick inte vidare | Gick inte vidare | Gick inte vidare | Gick inte vidare |